# Khalistan

Chalistan (pańdźabi ਖਾਲਿਸਤਾਨ) – państwo postulowane do utworzenia przez sikhów. Miałoby obejmować terytorium stanu Pendżab w Indiach oraz część Pakistanu ludności wyznającej religię sikhijską.